# اچ‌ام‌سی‌اس ارمانتیر
اچ‌ام‌سی‌اس ارمانتیر (به انگلیسی: HMCS Armentières) یک کشتی بود که طول آن ۱۳۰ فوت (۴۰ متر) بود. این کشتی در سال ۱۹۱۷ ساخته شد.